# Ehretia javanica
Ehretia javanica là loài thực vật có hoa trong họ Ehretiaceae. Loài này được Blume mô tả khoa học đầu tiên năm 1826.